# Angitia
Angitia (ou parfois Angita) est une divinité italique, puis romaine, associée à la guérison et à la sorcellerie et liée aux serpents.

## Nom de la déesse
Le nom de la déesse est attesté chez les Marses par trois inscriptions du Lucus Angitiae, ainsi qu'une inscription trouvée à Civita d'Antino. Il apparaît également chez les Péligniens, les Vestins à Furfo, les Sabins à Trebula Mutuesca et les Ombriens dans les Tables eugubines. Une inscription votive sur un anneau d'or découvert à Isernia (antique Aesernia), en pays samnite, mentionne le nom de la déesse sous la forme anagtiai (au datif). Parfois, le nom est au pluriel, selon un procédé qui n'est pas rare. Chez les Péligniens, dans plusieurs inscriptions de Corfinium et de Sulmo, le nom est Anaceta et il est accompagné d'une épithète Cer(r)ia (= cerealis).

## Culte

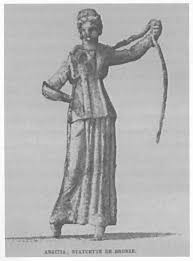
Angitia avec une patère et deux (?) serpents, reproduction d'une statuette en bronze de la collection du prince Torlonia, à Avezanno dans les Abruzzes, au XIXe siècle

Angitia était une déesse serpent ou maîtresse des serpents. Du fait que les serpents étaient souvent associés avec les arts de la guérison dans l'ancienne mythologie méditerranéenne (même aujourd'hui, cf. signe des pharmacies), on pense qu'Angitia était principalement une déesse de la guérison. Elle était tout particulièrement vénérée par les Marses, un peuple du centre de l'Italie. Elle avait des pouvoirs de sorcellerie et était maîtresse dans l'art des guérisons miraculeuses et herbales, en particulier lorsqu'il s'agissait de morsures de serpents. On lui attribuait aussi une grande variété de pouvoirs sur les serpents, en y incluant le pouvoir de tuer les serpents avec un seul toucher.
Selon un fragment de Cnaeus Gellius (fin du IIe siècle av. J.-C.) transmis par Solin, elle était fille d'Aiétès et sœur de Médée et de Circé, deux magiciennes. Pour Servius, Angitia ne serait qu'un autre nom de Médée, parvenue en Italie.
Elle avait un sanctuaire important chez les Marses, au bord du lac Fucin, dans les Abruzzes, le Lucus Angitiae.
Chez les Péligniens, l'épithéte Cerria montre qu'elle protégeait les moissons et la fertilité.
Beaucoup de Romains pensaient qu'elle était identifiable à Bona Dea[réf. nécessaire].